# Americano (film)
Americano (ang. Americano) – francuski  dramat z 2011 roku, którego reżyserem i scenarzystą jest Mathieu Demy.

## Fabuła
Martin (Mathieu Demy) mieszka w Paryżu, gdzie dowiaduje się o nagłej śmierci swojej matki w Stanach Zjednoczonych. Martin od dawna nie utrzymywał z nią bliższych kontaktów, ale musi udać się do Los Angeles, aby załatwić formalności związane ze spadkiem. W mieście pomaga mu przyjaciółka rodziny Linda (Geraldine Chaplin). Niebawem  zaczyna przypominać sobie dawno wyparte wspomnienia z dzieciństwa. Dowiaduje się również o bliskich relacjach jego matki z Lolą (Salmą Hayek), której zapisała w spadku mieszkanie. Jednakże Lola przebywała w Stanach nielegalnie i została deportowana do Meksyku. Martin postanawia odnaleźć Lolę. W tym celu udaje się do Meksyku, do Tijuany, gdzie okazuje się, że Lola jest tancerką w klubie nocnym Americano. 

## Obsada
- Mathieu Demy jako Martin
- Salma Hayek jako Lola
- Geraldine Chaplin jako Linda
- Chiara Mastroianni jako Claire
- Carlos Bardem jako Luis
- Jean-Pierre Mocky jako Ojciec